# Shit Kid
Anders de Vos Lassen (født 15. december 1988), bedre kendt som Shit Kid, er en dansk tidligere rapper og sangskriver. Han fik sit gennembrud, da han kom på en tredjeplads i De Unges Melodi Grand Prix) i 2001 med sangen "Når vi sparker biiip", og han udgav efterfølgende et album af samme navn.
Den 3. januar 2011 blev han dømt til anbringelse på retspsykiatrisk afdeling for at have dræbt sin tilsynsværge i maj 2010 udenfor Lassens hjem på Amager. En mentalundersøgelse konkluderede, at han var sindssyg i gerningsøjeblikket, og han blev derfor idømt en behandlingsdom.
Hans kusine er sangerinden Tiggy.

## Diskografi
- Når Vi Sparker "Biiip" (2001)